# Савов, Стефан (политик)
Стефан Димитров Савов (болг. Стефан Димитров Савов; 8 января 1924, София — 8 января 2000, там же) — болгарский государственный и политический деятель, председатель Народного собрания Болгарии (1991—1992).

## Биография
Сын Димитра Савова (1887—1951) — болгарского предпринимателя, министра финансов (1944), приговорённого так называемым Народным судом в 1945 году к 15 годам лишения свободы (приговор отменён Верховным судом Болгарии в 1996 году), скончавшегося в заключении в лагере Белене.
Окончил гимназию в Софии (1942), юридический факультет Софийского университета (1948). Был репрессирован по политическим мотивам, находился в заключении в лагерях Босна, Богданов дол и Белене. Жил в ссылке, в 1951—1970 годах был строительным рабочим. В 1970—1974 годах — административный сотрудник Института истории Болгарской академии наук. В 1974—1990 годах был переводчиком по трудовым соглашениям с испанского языка, перевёл более 30 книг, в том числе труды Мигеля Сервантеса, Хорхе Луиса Борхеса, Мигеля Астуриаса, Пабло Неруды, Асорина, Педро де Аларкона, Аны Марии Матуте, Камило Хосе Селы, Мигеля Делибеса, Ромуло Гальегоса, Хуана Карлоса Онетти и др. (в общей сложности занимался переводами в 1966—1990 годах). Член Союза переводчиков Болгарии, в 1990 году входил в состав его правления. Являлся председателем Ассоциации испанистов Болгарии, членом Ротари клуба. Владел испанским, французским и немецким языками. Увлекался историей.
С 1989 года занимался политической деятельностью. В 1989—1990 годах — член Клуба за гласность и демократию. С декабря 1990 года — председатель воссозданной Демократической партии, был им до конца своей жизни. Партия выдвинула неоконсервативную программу, в то же время включающую в себя и принципы социальной рыночной экономики.
В 1991—1996 годах — директор газеты «Знаме». В 1990—1994 годах — член Национального координационного совета Союза демократических сил (СДС). Был сопредседателем коалиции Народный союз-БЗНС, Демократическая партия.
В 1990—1991 годах — депутат Великого народного собрания от Софийского одномандатного округа «Средец», заместитель председателя комиссии Великого народного собрания по внешней политике, председатель парламентской группы Демократической партии (составной части Парламентского союза демократических сил), в 1991 — сопредседатель парламентской группы СДС.
В 1991—1994 годах — депутат 36-го Народного собрания от СДС (избран как кандидат от Софии). В 1991—1992 годах — председатель Народного собрания, занимал этот пост до отставки правительства Филипа Димитрова, сформированного из представителей СДС. В 1992—1994 годах — председатель парламентской группы СДС. В 1994—1997 годах — депутат 37-го Народного собрания от коалиции Народный союз-БЗНС, Демократическая партия (избран как кандидат от Софии), сопредседатель парламентской группы «Народный союз», член комиссии Народного собрания по внешней политике, входил в состав постоянной делегации Народного собрания в Ассамблее Западноевропейского союза. В 1997—2000 годах — депутат 38-го Народного собрания от Объединения демократических сил (ОДС).
Был награждён медалью Совета Европы за заслуги перед демократией и за то, что во время его председательства в Народном собрании Болгария стала членом этой организации. В 2001 году на доме в Софии, где он жил, была открыта памятная доска.